# Vähä Leppisalo
Vähä Leppisalo är en ö i Finland. Den ligger i sjön Näsijärvi och i kommunen Ylöjärvi i den ekonomiska regionen Tammerfors och landskapet Birkaland, i den södra delen av landet, 190 km norr om huvudstaden Helsingfors. Öns största längd är 280 meter i öst-västlig riktning.